# ۵۸۰ (قمری)
۵۸۰ (قمری)، پانصد و هشتادمین سال در گاهشماری هجری قمری است. اول محرم این سال برابر با بیست و یکم آوریل سال ۱۱۸۴ میلادی است.